# Humeima
Humeima ou Humaima (em árabe: الحميمة‎; romaniz.: al-Humeima) é um sítio arqueológico da Jordânia no qual está a antiga Hauara, um posto comercial no sul da Jordânia que foi fundado pelo rei nabateu Aretas III no início do século I a.C.. Está localizado a 45 quilômetros ao sul da capital nabateia de Petra e 55 ao norte da cidade portuária de Ácaba, no mar Vermelho.